# Calculating Infinity
| Recensione | Giudizio |
| ---------- | -------- |
| AllMusic   | [ 1 ]    |

Calculating Infinity è il primo album del gruppo statunitense The Dillinger Escape Plan, pubblicato il 28 settembre 1999.

## Il disco
È generalmente considerato come una vera pietra miliare, che ha contribuito fortemente all'innovazione del metal odierno.
Il sample della traccia nascosta che segue Variations on a Cocktail Dress sembrerebbe essere preso dal film del 1959 Il diario di Anna Frank.

## Tracce
1. Sugar Coated Sour – 2:24 (Benjamin Weinman, Dimitri Minakakis)
2. 43% Burnt – 4:31 (Benjamin Weinman)
3. Jim Fear – 2:22 (Benjamin Weinman, Dimitri Minakakis)
4. *#.. – 2:41 (Chris Pennie)
5. Destro's Secret – 1:56 (Benjamin Weinman, Dimitri Minakakis)
6. The Running Board – 3:21 (Benjamin Weinman, Dimitri Minakakis)
7. Clip the Apex...Accept Instruction – 3:29 (Benjamin Weinman, Dimitri Minakakis)
8. Calculating Infinity – 2:02 (Benjamin Weinman)
9. 4th Grade Dropout – 3:35 (Benjamin Weinman, Dimitri Minakakis)
10. Weekend Sex Change – 3:11 (Chris Pennie, Benjamin Weinman)
11. Variations on a Cocktail Dress – 7:55 (Benjamin Weinman, Dimitri Minakakis)

## Formazione
- Dimitri Minakakis - voce
- Benjamin Weinman - chitarra elettrica
- Brian Benoit - chitarra elettrica
- Adam Doll - basso
- Chris Pennie - batteria